# Distrito electoral de Shelby n.º 1
Shelby No. 1 (en inglés: Shelby No. 1 Precinct) es un distrito electoral ubicado en el condado de Edwards en el estado estadounidense de Illinois. En el Censo de 2010 tenía una población de 302 habitantes y una densidad poblacional de 4,74 personas por km².

## Geografía
Según la Oficina del Censo de los Estados Unidos, tiene una superficie total de 63.77 km², de la cual 63.75 km² corresponden a tierra firme y (0.04%) 0.02 km² es agua.

## Demografía
Según el censo de 2010, había 302 personas residiendo en Shelby No. 1. La densidad de población era de 4,74 hab./km². De los 302 habitantes, Shelby No. 1 estaba compuesto por el 95.36% blancos, el 0% eran afroamericanos, el 0% eran amerindios, el 0% eran asiáticos, el 0% eran isleños del Pacífico, el 3.64% eran de otras razas y el 0.99% pertenecían a dos o más razas. Del total de la población el 3.64% eran hispanos o latinos de cualquier raza.